# Большая Кутатка
Большая Кутатка — река в Томской области России, левый приток Яи. Устье находится в 30 км от устья Яи по левому берегу. Длина реки составляет 10 км. Высота устья 98 м.
Возле устья находится село Больше-Дорохово.

## Данные водного реестра
По данным государственного водного реестра России относится к Верхнеобскому бассейновому округу, водохозяйственный участок реки — Чулым от в/п с. Зырянское до устья, речной подбассейн реки — Чулым. Речной бассейн реки — (Верхняя) Обь до впадения Иртыша.
Код водного объекта — 13010400312115200021162.